# Emily Regan
Pour les articles homonymes, voir Regan.
Emily Regan, née le 10 juin 1988 à Buffalo, est une rameuse américaine .

## Palmarès

### Jeux olympiques
| Discipline | Rio de Janeiro 2016 Brésil |
| ---------- | -------------------------- |
| Huit       | Or                         |

### Championnats du monde
| Discipline       | Bled 2011 Slovénie | Chungju 2013 Corée du Sud | Amsterdam 2014 Pays-Bas | Aiguebelette 2015 France | Plovdiv 2018 Bulgarie | Ottensheim 2019 Autriche |
| ---------------- | ------------------ | ------------------------- | ----------------------- | ------------------------ | --------------------- | ------------------------ |
| Quatre de pointe | Or                 |                           | Argent                  |                          |                       |                          |
| Huit             |                    | Or                        |                         | Or                       | Or                    | Bronze                   |